# Vuojärvi (sjö i Laukas, Mellersta Finland)
Vuojärvi är en sjö i kommunen Laukas i landskapet Mellersta Finland i Finland. Sjön ligger 91,3 meter över havet. Arean är 73 hektar och strandlinjen är 3,95 kilometer lång. Sjön  ingår i Kymmene älvs huvudavrinningsområde.   Den ligger omkring 20 kilometer nordöst om Jyväskylä och omkring 250 kilometer norr om Helsingfors. 
Öster om Vuojärvi ligger Laukas. 